# Disturbo del controllo degli impulsi
I disturbi del controllo degli impulsi sono condizioni psichiche caratterizzate dalla difficoltà a resistere a impulsi o tentazioni che spingono a compiere azioni potenzialmente dannose per sé o per gli altri. Tali comportamenti sono spesso preceduti da uno stato di tensione crescente e seguiti da un senso di sollievo o gratificazione, ma anche da rimorso o senso di colpa.
Nel DSM-5 questi disturbi sono inclusi nella categoria più ampia dei Disturbi dirompenti, del controllo degli impulsi e della condotta. Tra i principali disturbi riconosciuti rientrano:
- Disturbo esplosivo intermittente
- Cleptomania
- Piromania
- Disturbo oppositivo provocatorio (ODD)
- Disturbo della condotta

È importante notare che condizioni come la tricotillomania (strappamento compulsivo dei capelli) sono state riclassificate tra i disturbi ossessivo-compulsivi e correlati, mentre comportamenti come l’onicofagia (mangiarsi le unghie) non sono attualmente considerati disturbi autonomi, ma possono rientrare nei comportamenti ripetitivi focalizzati sul corpo.
Anche l’ICD-11, la classificazione dell’Organizzazione Mondiale della Sanità, riconosce i disturbi del controllo degli impulsi come fallimenti ripetuti nel resistere a impulsi che, pur risultando inizialmente gratificanti, producono conseguenze negative a lungo termine. Tra i disturbi inclusi troviamo:
- Disturbo esplosivo intermittente
- Cleptomania
- Piromania
- Disturbo da gioco d’azzardo
- Disturbo da comportamento sessuale compulsivo[2]

## Tipi

### Disturbo da comportamento sessuale compulsivo
Nell’ICD-11, questo disturbo è definito come un pattern persistente di fallimento nel controllo degli impulsi sessuali intensi e ripetitivi, che porta a comportamenti sessuali ripetuti. Può comportare conseguenze negative come relazioni problematiche, rischio aumentato di infezioni sessualmente trasmissibili e sensi di colpa. Il DSM-5 non lo riconosce ufficialmente come diagnosi autonoma. Le stime di prevalenza variano, ma si parla di una percentuale tra il 3% e il 6% nella popolazione, con una maggiore incidenza nei maschi.

### Uso problematico di Internet
Il cosiddetto "Internet Addiction Disorder" non è riconosciuto come diagnosi formale nel DSM-5 o nell’ICD-11, sebbene venga studiato in ambito clinico e accademico. Il Disturbo da gioco su Internet è incluso nel DSM-5 come condizione per ulteriori studi. L'uso disfunzionale di Internet può includere eccessivo tempo trascorso su social, pornografia, shopping o giochi, e può associarsi a isolamento sociale, scarso rendimento e sintomi depressivi. Studi epidemiologici sulla prevalenza sono ancora limitati e non conclusivi.

### Acquisti compulsivi
Il comportamento di acquisto compulsivo o “shopping addiction” non è ancora formalmente riconosciuto come disturbo specifico nelle classificazioni attuali, ma è studiato come comportamento disfunzionale. Le stime indicano una prevalenza del 2–8% nella popolazione statunitense, con una maggiore incidenza nel sesso femminile (80–95%). L’esordio tipico avviene nell’adolescenza o nella prima età adulta.

### Piromania
La piromania è un disturbo caratterizzato da ripetuti impulsi a dare fuoco a oggetti, accompagnati da tensione prima dell’atto e sollievo dopo. È rara e poco studiata per ragioni etiche e legali. Studi condotti negli Stati Uniti su adolescenti stimano una prevalenza tra il 2,4% e il 3,5%, con incidenza maggiore nei maschi.

### Disturbo esplosivo intermittente (IED)
L’IED è caratterizzato da episodi improvvisi e sproporzionati di aggressività fisica o verbale. Secondo uno studio di Coccaro et al. (2004), la prevalenza a vita è dell’11,1%, con un tasso del 3,2% nell’ultimo mese. È un disturbo riconosciuto sia nel DSM-5 che nell’ICD-11.

### Cleptomania
La cleptomania è un disturbo del controllo degli impulsi che comporta un’irresistibile necessità di rubare oggetti, spesso di poco valore e non necessari. Negli Stati Uniti si stima una prevalenza di circa 0,6% (6 su 1000). Si ritiene che possa contribuire fino al 5% dei casi di taccheggio ogni anno.

## Segni e sintomi

### Segni e sintomi
I segni e i sintomi dei disturbi del controllo degli impulsi (ICD) possono variare sensibilmente in base a fattori come l'età, il tipo specifico di disturbo, l'ambiente di vita e il sesso dell’individuo. Alcuni possono manifestare comportamenti impulsivi già in età evolutiva, mentre altri possono svilupparli in età adulta in risposta a specifici fattori di stress o vulnerabilità.

### Comorbilità
Nel contesto del morbo di Parkinson, è stato osservato che le terapie dopaminergiche possono favorire l’insorgenza di comportamenti compulsivi, tra cui l’ipersessualità, il gioco d’azzardo patologico, l’eccesso alimentare, gli acquisti compulsivi, e comportamenti ripetitivi come il “punding” (ripetizione di gesti senza scopo), l’hobbyismo e il cosiddetto walkabout (camminate prolungate e incontrollate). Studi di prevalenza indicano che tra il 13,6% e il 36% dei pazienti affetti da Parkinson manifesta almeno una forma di disturbo del controllo degli impulsi.
Esiste una significativa co-occorrenza tra gioco patologico e disturbi di personalità, attribuita parzialmente a una vulnerabilità genetica comune. La predisposizione genetica agli ICD sembra simile a quella osservata in altri disturbi psichiatrici, come il disturbo da uso di sostanze (SUD). Ad esempio, si stima che il rischio subclinico di gioco patologico (PG) nella popolazione generale sia influenzato da fattori genetici per il 12–20% e da fattori ambientali per il 3–8%
Inoltre, è stato riscontrato un alto tasso di comorbilità tra il disturbo da deficit di attenzione/iperattività (ADHD) e altri disturbi del controllo degli impulsi, confermando un terreno comune in termini di disregolazione comportamentale e impulsività.

### Meccanismo neurobiologico
Le recenti evidenze neuroscientifiche suggeriscono che la disfunzione del corpo striato possa rappresentare un meccanismo comune tra disturbo ossessivo-compulsivo (DOC), disturbi del controllo degli impulsi (ICD) e disturbo da uso di sostanze (SUD).
Nello specifico, l’impulsività che emerge nelle fasi avanzate del DOC sembra associata a una disfunzione del circuito striatale ventrale, mentre nei casi di ICD e SUD si osserva una disfunzione progressiva del circuito striatale dorsale, che favorisce comportamenti compulsivi guidati dalla ricerca della gratificazione.
Tradizionalmente, il DOC è stato considerato un disturbo legato alla paura e all’evitamento del danno, mentre gli ICD sono spinti dalla ricerca di ricompensa immediata. Tuttavia, vi sono punti di sovrapposizione: ad esempio, le azioni compulsive nei disturbi del controllo degli impulsi possono ricordare i rituali ossessivi, e anche nel DOC possono comparire comportamenti di tipo “reward seeking”, come l’accaparramento.

## Trattamento
I disturbi del controllo degli impulsi hanno due opzioni di trattamento: psicosociale e farmacologica. La metodologia di trattamento è informata dalla presenza di condizioni di comorbidità.

### Farmaco
Nel caso del gioco d'azzardo patologico, insieme alla fluvoxamina, la clomipramina si è dimostrata efficace nel trattamento, riducendo i problemi del gioco d'azzardo patologico in un soggetto fino al 90%. Mentre nella tricotillomania l'uso della clomipramina si è dimostrato ancora una volta efficace, la fluoxetina non ha prodotto risultati positivi coerenti. La fluoxetina, tuttavia, ha prodotto risultati positivi nel trattamento del disturbo patologico del prelievo cutaneo, sebbene siano necessarie ulteriori ricerche per concludere queste informazioni.
La fluoxetina è stata valutata anche nel trattamento dell'IED e ha dimostrato un miglioramento significativo nel ridurre la frequenza e la gravità dell'aggressività impulsiva e dell'irritabilità in un campione di 100 soggetti che sono stati randomizzati in uno studio in doppio cieco di 14 settimane. Nonostante una forte diminuzione del comportamento di aggressività impulsiva rispetto al basale, solo il 44% dei soggetti che hanno risposto alla fluoxetina e il 29% di tutti i soggetti con fluoxetina erano considerati in piena remissione alla fine dello studio.
La paroxetina ha dimostrato di essere in qualche modo efficace sebbene i risultati siano incoerenti. Un altro farmaco, escitalopram, ha dimostrato di migliorare la condizione dei soggetti di gioco patologico con sintomi ansiosi. I risultati suggeriscono che, sebbene gli SSRI abbiano mostrato risultati positivi nel trattamento del gioco d'azzardo patologico, sono stati ottenuti risultati incoerenti con l'uso degli SSRI che potrebbero suggerire un'eterogeneità neurologica nello spettro del disturbo del controllo degli impulsi.

### Psicosociale
L'approccio psicosociale al trattamento degli ICD include la terapia cognitivo comportamentale (CBT) che è stata segnalata per avere risultati positivi nel caso del trattamento del gioco d'azzardo patologico e della dipendenza sessuale. Vi è un consenso generale sul fatto che le terapie cognitivo-comportamentali offrano un modello di intervento efficace.
Gioco d'azzardo patologico
La desensibilizzazione sistematica, la terapia avversiva, la sensibilizzazione nascosta, la desensibilizzazione immaginale e il controllo dello stimolo hanno dimostrato di avere successo nei trattamenti per i problemi del gioco d'azzardo patologico. Inoltre, "tecniche cognitive come la psico-educazione, la ristrutturazione cognitiva e la prevenzione delle ricadute " si sono dimostrate efficaci nel trattamento di tali casi.
Piromania
La piromania è più difficile da controllare negli adulti a causa della mancanza di cooperazione; tuttavia, la CBT è efficace nel trattamento dei piromani in età infantile.
Disturbo esplosivo intermittente
Insieme a molti altri metodi di trattamento, la terapia cognitivo comportamentale ha dimostrato di essere efficace anche nel caso del disturbo esplosivo intermittente. Rilassamento cognitivo e terapia delle abilità di coping (CRCST), che consiste in 12 sessioni che iniziano prima con l'allenamento di rilassamento seguito da una ristrutturazione cognitiva, quindi viene eseguita la terapia dell'esposizione.
Cleptomania
Nel caso della cleptomania, le tecniche di comportamento cognitivo utilizzate in questi casi consistono in sensibilizzazione nascosta, desensibilizzazione immaginale, desensibilizzazione sistematica, terapia di avversione, allenamento al rilassamento e "fonti alternative di soddisfazione".
Acquisto compulsivo
Sebbene l'acquisto compulsivo rientri nella categoria del disturbo del controllo degli impulsi (non altrimenti specificato nel DSM-IV-TR) alcuni ricercatori hanno suggerito che sia costituito da caratteristiche fondamentali che rappresentano i disturbi del controllo degli impulsi che includono tensione precedente, impulsi difficili da controllare e sollievo o piacere dopo l'azione. L'efficienza della terapia cognitivo-comportamentale per l'acquisto compulsivo non è ancora veramente determinata; tuttavia, le tecniche comuni per il trattamento includono la prevenzione dell'esposizione e della risposta, la prevenzione delle ricadute, la ristrutturazione cognitiva, la sensibilizzazione nascosta e il controllo dello stimolo.